# Антоново (Любимский район)
Антоново — деревня в Любимском районе Ярославской области Российской Федерации.
С точки зрения административно-территориального устройства входит в состав Осецкого сельского округа. С точки зрения муниципального устройства входит в состав Осецкого сельского поселения.

## География
Находится в пределах центральной части Московской синеклизы Восточно-Европейской (Русской) платформы, в южной части района.Поблизости находятся следующие населённые пункты: Бутырки, Высоково, Дыбино, Заварежнево, Каликино, Крюково, Никольское, Платково, Поддубново, Черново другие.

### Климат
Климат характеризуется как умеренно-континентального климата с умеренно-теплым влажным летом, умеренно-холодной зимой и ярко выраженными сезонами весны и осени. Среднегодовая температура — +3,2°С. Средняя температура самого тёплого месяца (июля) — +18,2°С; самого холодного месяца (января) — −11,7°С. Абсолютный максимум температуры — +34°С; абсолютный минимум температуры — −35°С.

## Население
| 2007 | 2010 |
| ---- | ---- |
| 2    | ↘1   |

## Инфраструктура
Личное подсобное хозяйство с зоной сельскохозяйственного использования, индивидуальная застройка усадебного типа.

## Транспорт
Деревня доступна автотранспортом.  
Просёлочные дороги. 